# Charly Fasel
Charles „Charly” Fasel (Fribourg, 1898. május 21. – Ascona, Ticino kanton, 1984. január 10.) Európa-bajnok, olimpiai és világbajnoki bronzérmes, Spengler-kupa győztes, nemzeti bajnok svájci jégkorongozó.
Az 1928. évi téli olimpiai játékokon a svájci válogatottal vett részt a jégkorongtornán. Az első mérkőzésen Ausztria ellen 4–4-et játszottak, majd a németeket verték 1–0-ra. Így a csoportban az első helyen bejutottak a négyes döntőbe, ahol először elverték a briteket 4–0-ra, majd kikaptak a svédektől 4–0 és a kanadaiaktól 13–0-ra. Ezek után a bronzérmesek lettek. Ez az olimpia egyben Európa- és világbajnokság is volt, így Európa-bajnoki ezüstérmesek és világbajnoki bronzérmesek is lettek.
Klubcsapata a svájci HC Davos volt 1921 és 1929 között. 1926-ban, 1927-ben, és 1929-ben svájci bajnok volt. 1927-ben megnyerték a Spengler-kupát.
Az 1926-os jégkorong-Európa-bajnokságon aranyérmes lett. Az 1924-esen és az 1925-ösön bronzérmes.
Visszavonulása után kétszer vezette a svájci csapatot jégkorong-világbajnokságon, mint edző. 1934-ben és 1935-ben. Utóbbin ezüstérmesek lettek.
Későbbi életében kereskedő és golfjátékos volt.